# Семенни растения
Семенните растения (Spermatophyta) са група растения, които образуват семена. В миналото са класифицирани като отдел, но днес обикновено се приемат за надотдел.
Семенните растения са най-добре приспособените кормусни растения към разнообразните и променливи условия на сухоземната среда. Тяхното полово размножаване е напълно независимо от водна среда. След оплождане на яйцеклетката в женския размножителен организъм се образува семе. В него зародишът е добре защитен и осигурен с хранителни вещества. Появата на семена е важен етап в развитието на растителния свят. То е главна причина за бързото и широко разпространение на семенните растения и за изместването на споровите растения.
Семенните растения се делят на надотдел Голосеменни и  надотдел Покритосеменни (цветни) растения:
- НадотделГолосеменни (Gymnospermae) Lindley, 1830
  - Отдел Цикасови (Cycadophyta) Charles Bessey, 1907 – субтропични и тропични растения с масивно стебло и съставни листа. Интересно при тях е, че се разможават със подвижни полови клетки(сперматозоиди), а не със неподвижни(спермии), както при повечето Голосеменни и Покритосеменни  растения.
  - Отдел Гинкови (Ginkgophyta) Charles Bessey, 1907 – само един оцелял вид: Гинко (Ginkgo biloba)
  - Отдел Иглолистни (Pinophyta) Cronquist, A.L. Takhtajan, W.M. Zimmermann & Reveal, 1996 – иглолистни дървета и храсти
  - Отдел Гнетови (Gnetophyta) Charles Bessey, 1907 – три рода дървета и храсти
- Покритосеменни (Angiosperms) A. Cronquist, A. Takhtajan & W.M. Zimmermann, 1996 – цъфтящите растения
  - Клас Едносемеделни (Liliopsida) Batsch, (1802)
  - Клас Двусемеделни (Magnoliopsida) Brongn., 1843

## Други названия
Шведският натуралист Карл Линей дава на семенните растения названието явнобрачни, противопоставяйки ги на тайнобрачните растения. Днес названието „явнобрачни“ има само историческо значение.